# Samuel Harrison
Samuel Harrison (né le 24 juin 1992 à Risca (en) au pays de Galles) est un coureur cycliste gallois. Il a obtenu la médaille de bronze de la poursuite par équipes aux championnats du monde de 2011 à Apeldoorn aux Pays-Bas, avec l'équipe de Grande-Bretagne composée de Steven Burke, Peter Kennaugh et Andrew Tennant. En 2013, il remporte l'argent.

## Palmarès sur piste

### Championnats du monde
- Apeldoorn 2011
  -  Médaillé de bronze de la poursuite par équipes
- Minsk 2013
  -  Médaillé d'argent de la poursuite par équipes
- Cali 2014
  - 8e de la poursuite par équipes

### Championnats du monde juniors
- Montichiari 2010
  -  Médaillé d'argent de l'omnium juniors
  -  Médaillé d'argent de la poursuite par équipes juniors

### Coupe du monde
- 2010-2011
  - 1er de l'omnium à Pékin
- 2013-2014
  - 3e de la poursuite par équipes à Aguascalientes
- 2016-2017
  - 3e de la course aux points à Glasgow

### Championnats d'Europe
- Minsk 2009
  -  Médaillé d'argent de la poursuite par équipes juniors
  -  Médaillé de bronze de l'américaine juniors
- Anadia 2011
  -  Médaillé d'argent de la poursuite par équipes espoirs

### Championnats nationaux
- 2009
  -  Champion de Grande-Bretagne de poursuite par équipes
- 2010
  -  Champion de Grande-Bretagne de poursuite juniors
  - 3e du championnat de Grande-Bretagne du scratch juniors
  - 3e du championnat de Grande-Bretagne de poursuite
- 2011
  - 2e du championnat de Grande-Bretagne de poursuite
  - 3e du championnat de Grande-Bretagne du kilomètre
- 2012
  -  Champion de Grande-Bretagne de poursuite par équipes
- 2013
  -  Champion de Grande-Bretagne du scratch
  - 2e du championnat de Grande-Bretagne de course aux points
- 2014
  - 2e du championnat de Grande-Bretagne de poursuite par équipes

## Palmarès sur route

### Par année
- 2009
  - 2e étape de l'Isle of Man Junior Tour
  - 2e du Tour du Pays de Galles juniors
- 2010
  - 1re étape du Tour du Pays de Galles juniors (contre-la-montre)
  - 2e du Tour du Pays de Galles juniors
  - 2e de l'Isle of Man Junior Tour
- 2012
  -  Champion de Grande-Bretagne du contre-la-montre espoirs
- 2013
  -  Champion de Grande-Bretagne sur route espoirs
  -  Champion de Grande-Bretagne du contre-la-montre espoirs

### Classements mondiaux
| Année           | 2016   | 2017   |
| --------------- | ------ | ------ |
| UCI Europe Tour | 1 369e | 1 603e |

## Palmarès en cyclo-cross
- 2007-2008
  - 2e du championnat de Grande-Bretagne de cyclo-cross cadets